# 下地啓二
下地 啓二（しもじ けいじ）は、日本のクラシック・サクソフォーン奏者。

## 来歴
沖縄県出身。国立音楽大学を武岡賞を受賞して卒業。石渡悠史、大室勇一にサクソフォーンを師事したのち渡仏、フランス・ボルドー音楽院でジャン＝マリー・ロンデックスに師事、同音楽院を首席で卒業。フランス滞在期間中、ボルドー市管弦楽団首席サクソフォーン奏者を務める。帰国後、東京佼成ウインドオーケストラ首席サクソフォーン奏者およびコンサートマスターとして活動。上記の人物のほか、汐澤安彦に指揮を、ロジェー・ペレに室内楽を師事。
2008年現在、国立音楽大学准教授、ロンデックスに師事した奏者で構成される楽団「東京サクソフォンアンサンブル」メンバー、音楽事務所「下地サクソフォーン研究所」主宰。音楽大学での指導のほか、学生バンドや市民バンドの指導、演奏会の指揮なども精力的に行っている。夫人はピアニストの下地淳子。

## 演奏
主として20世紀中盤のフランス人作曲家による作品の演奏で知られ、フォーレやラヴェルなどの著名な作曲家ばかりでなく、ボザ・デザンクロといった一般にはやや馴染みの薄い作曲家の楽曲の演奏も数多い。ピエール・マックス・デュボワのコンチェルト、ロジェ・ブートリーのディベルティメントなど、数々のサクソフォーンのオリジナル主要レパートリーの日本初演も行っている。

### アルバム
- 愛する人への歌 CHANSON POUR MA MIE （2001年）
- ファンタジー・パストラール FANTAISIE PASTORALE （2003年）
- サクソフォンのために Pour le saxophone （2005年）